# Szelenyia tamaricis
Szelenyia tamaricis is een vliesvleugelig insect uit de familie van de Trichogrammatidae. De wetenschappelijke naam is voor het eerst geldig gepubliceerd in 1940 door Maksymilian Nowicki.